# Maria Wiik
Maria Catharina Wiik, née le 3 août 1853 à Helsinki (Grand-duché de Finlande) et morte le 19 juin 1928 à Helsinki (Finlande), est une artiste peintre finlandaise.
Elle peint des portraits, des natures mortes et des paysages.

## Biographie
Maria Wiikin est la fille de l'architecte Jean Wiik. Encouragée par sa famille, elle commence ses études d'art en 1874–1875 à l'École de dessin d'Helsinki, à l'école privée d'Adolf von Becker et suit des cours privés avec Severin Falkman (fi). 
En 1875, elle poursuit ses études artistiques à Paris. Les portes de l'Académie des beaux-arts n'étant pas ouvertes aux femmes, elle suit les cours de Tony Robert-Fleury à l'Académie Julian entre 1875 et 1876, puis entre 1877 et 1880. 
En 1880, durant un an, elle est professeur remplaçant à l'École de dessin d'Helsinki. Les premières peintures qu'elle expose au Salon des artistes français à Paris en 1880 sont des portraits.
En 1881, elle peint une série de petits tableaux dans une atmosphère plus psychologique avec une technique très précise et détaillée.
Au printemps 1889, elle repart pour Paris avec son amie Helene Schjerfbeck pour travailler, entre autres, à l'atelier Bouvet sous la direction de Pierre Puvis de Chavannes[réf. nécessaire].
En 1883–1884, elles peignent en Angleterre, puis en 1889 à St Ives,.
On considère que les meilleures œuvres de Maria Wiik sont celles qu'elle produit à la fin des années 1880.  
Salida al Mundo (1889) est sans aucun doute son chef-d'œuvre qui lui vaudra une médaille de bronze à l'Exposition universelle de 1900.
Durant les années 1890, le style de Maria Wiik change et les dernières années, une malade oculaire gênera son activité artistique. Elle passe ses dernières années en Finlande et peint jusqu'en 1923.

## Œuvres
Maria Wiik peint de nombreux portraits et des natures mortes. Le portrait de sa sœur Hilda Wiik peint en 1881 est exposé au Salon des artistes français. Ses peintures sont généralement de petit format. Sa peinture la plus grande est Huono omatunto (1886), qui mesure 128 × 81 cm.

## Galerie

Œuvres de Maria Wiik
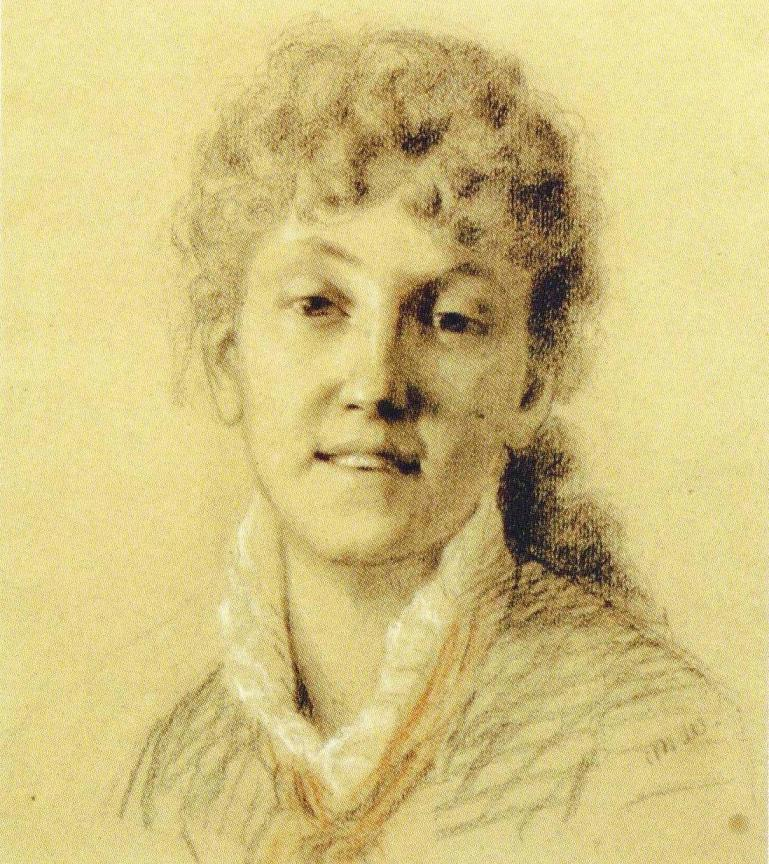
Autoportrait (années 1870), musée municipal d’Helsinki.
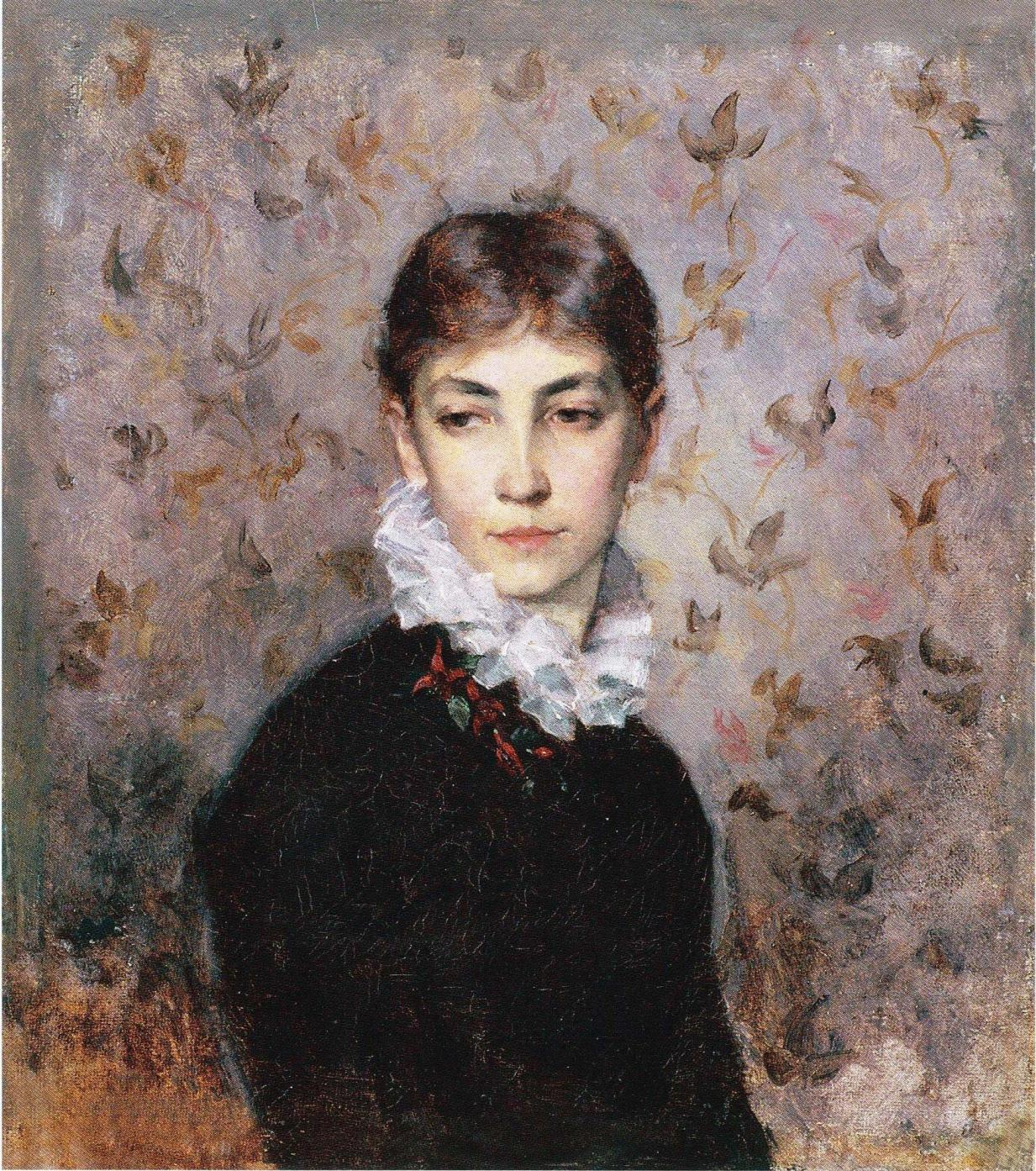
Hilda Wiik (1880), Helsinki, musée Ateneum.
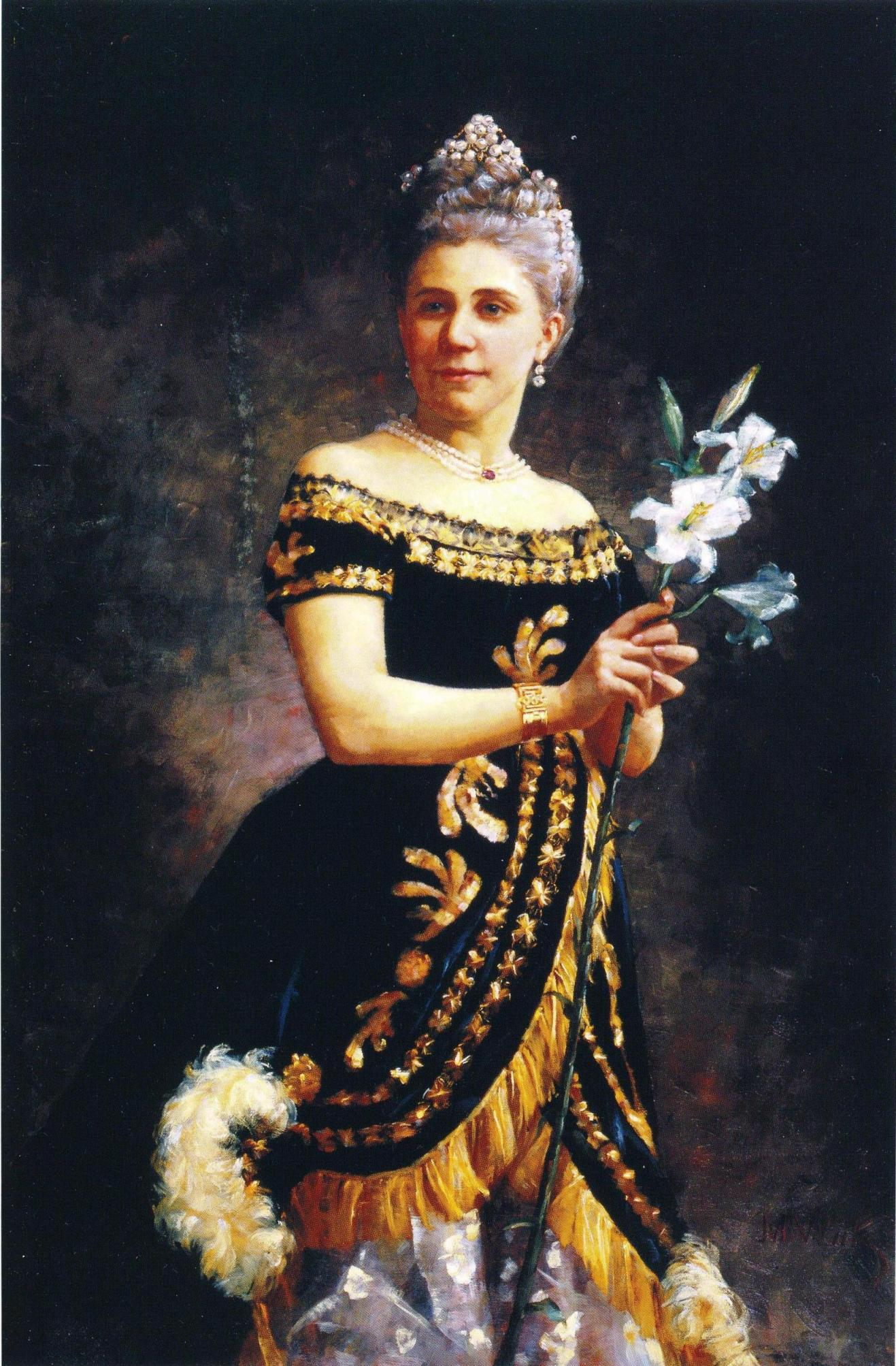
Ida Basilier-Magelssen (1887), Helsinki, musée Ateneum.
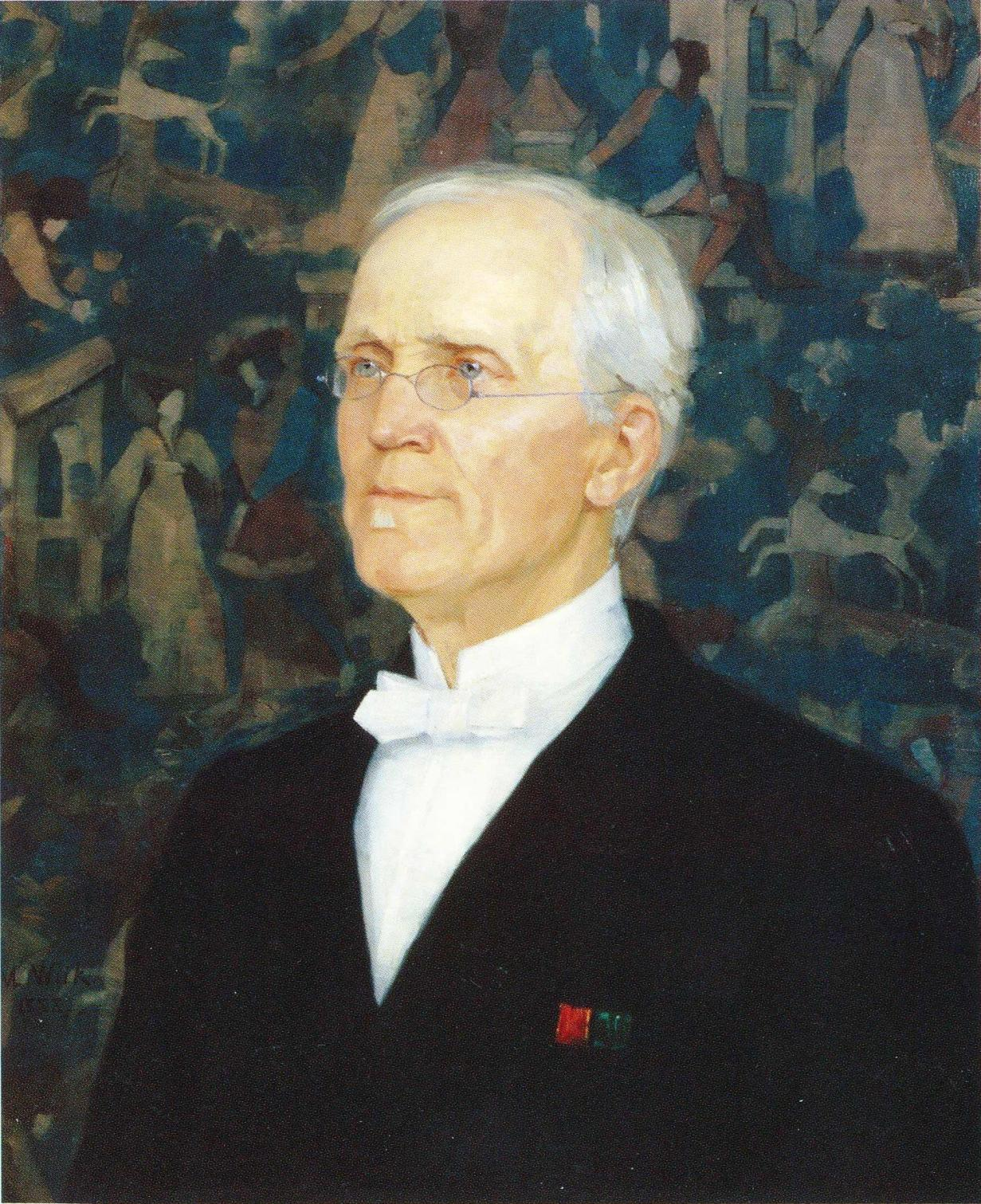
Berndt Otto Schauman (1888), Helsinki, musée Ateneum.
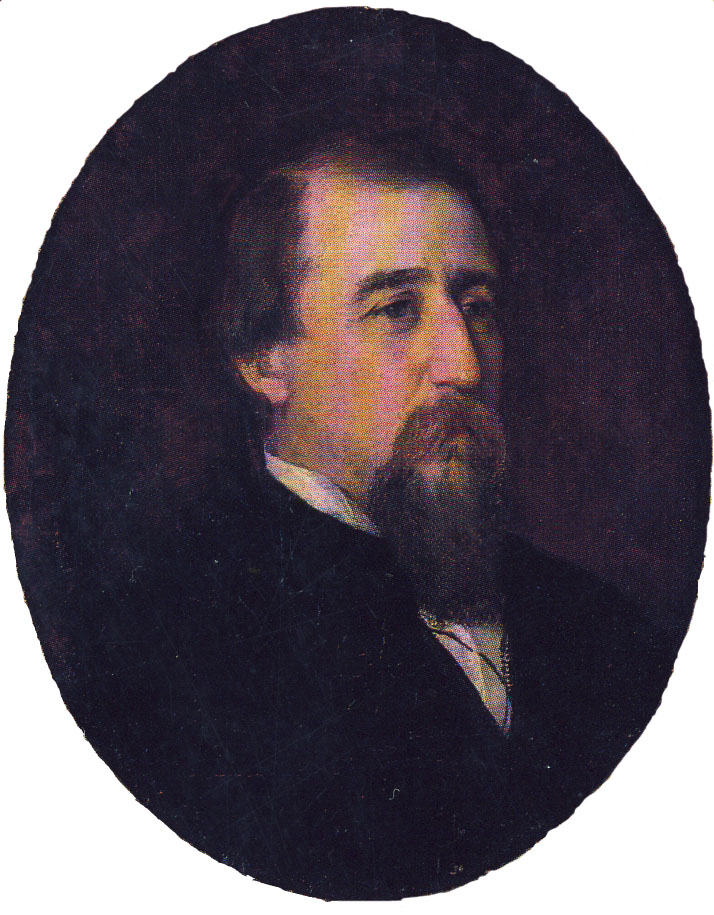
Leo Mechelin, musée municipal d’Helsinki.
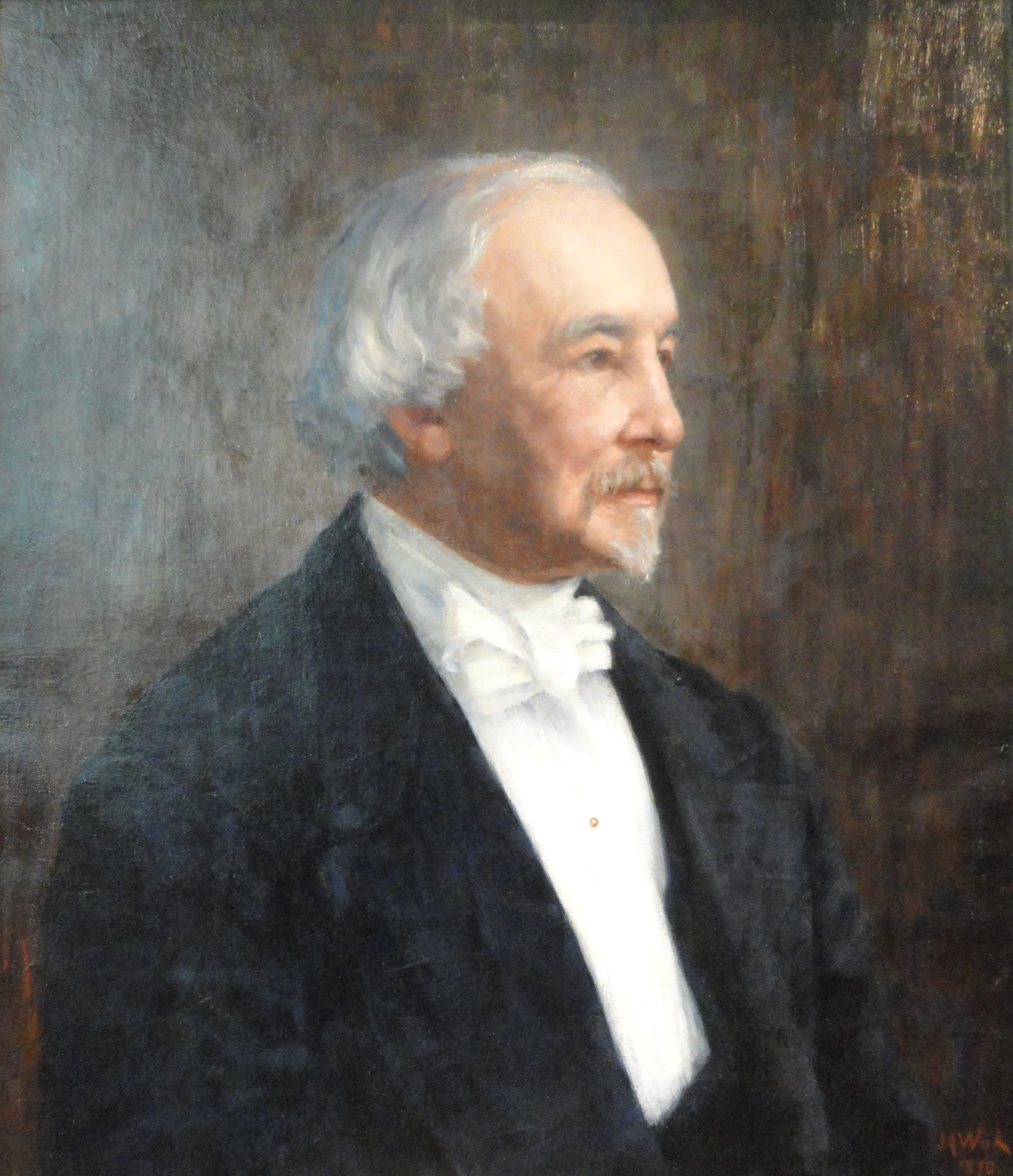
Zacharias Topelius, Helsinki, Arppeanum.
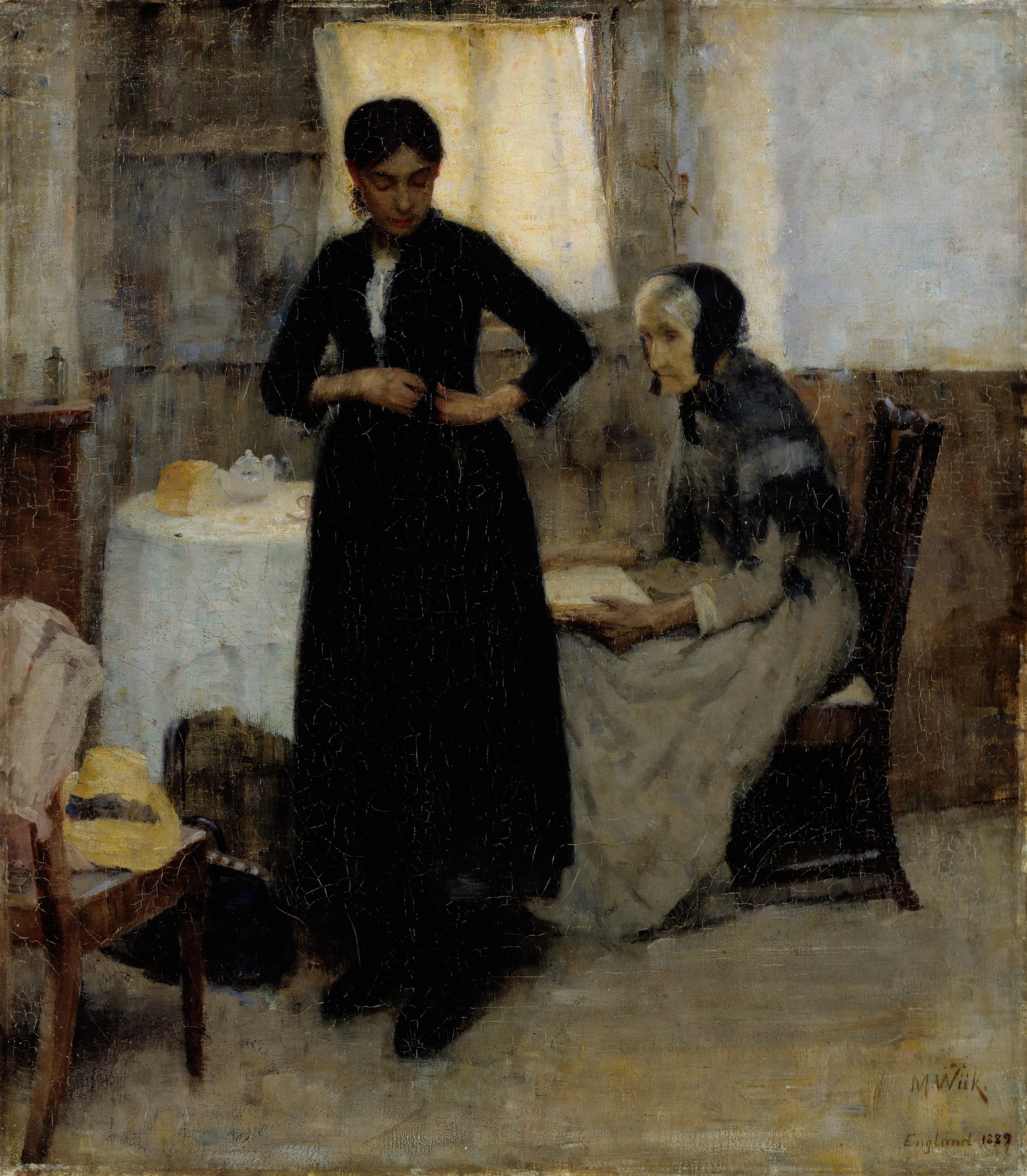
Sortie dans le monde (1889), Helsinki, musée Ateneum.
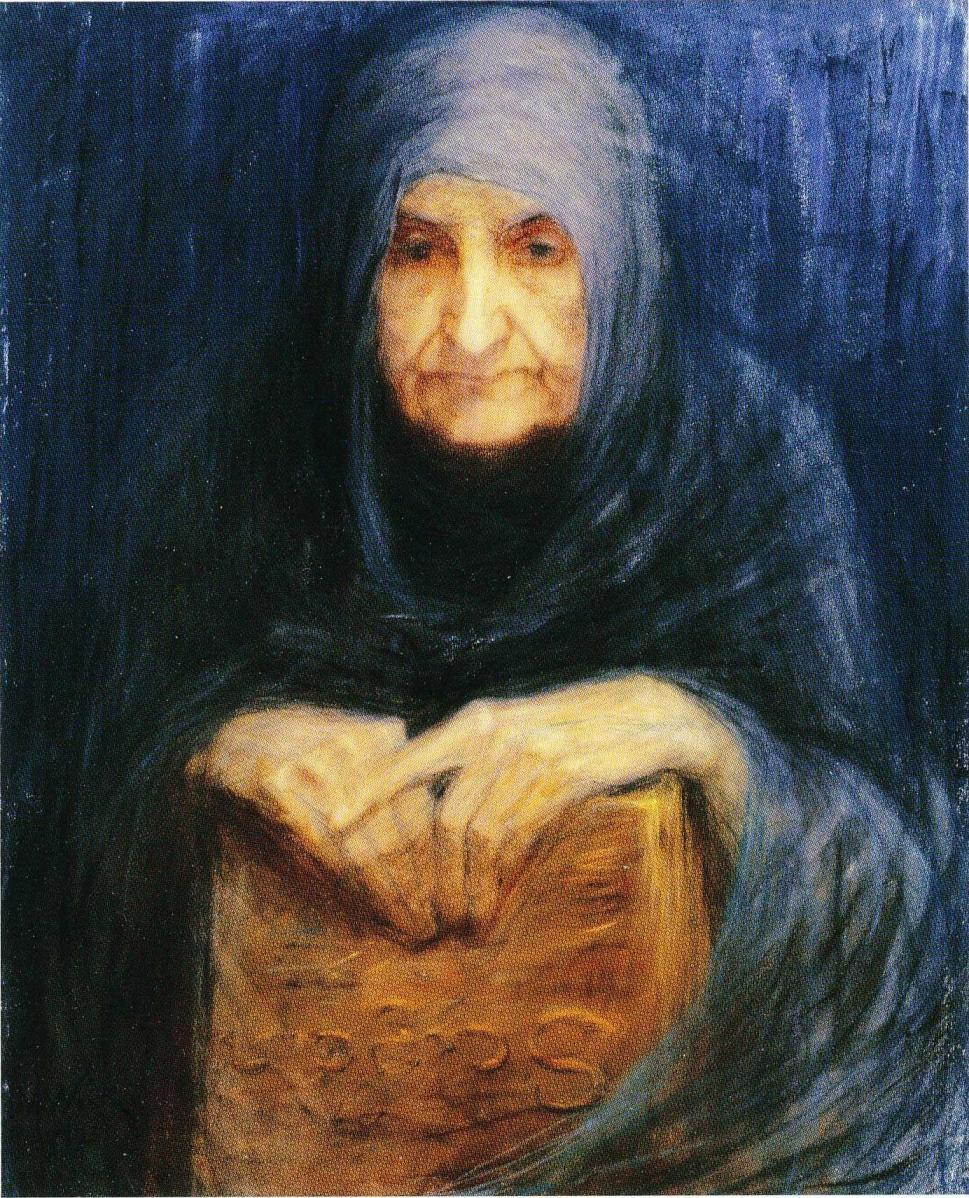
Le Conte de fées (1903), musée d'art de Turku.
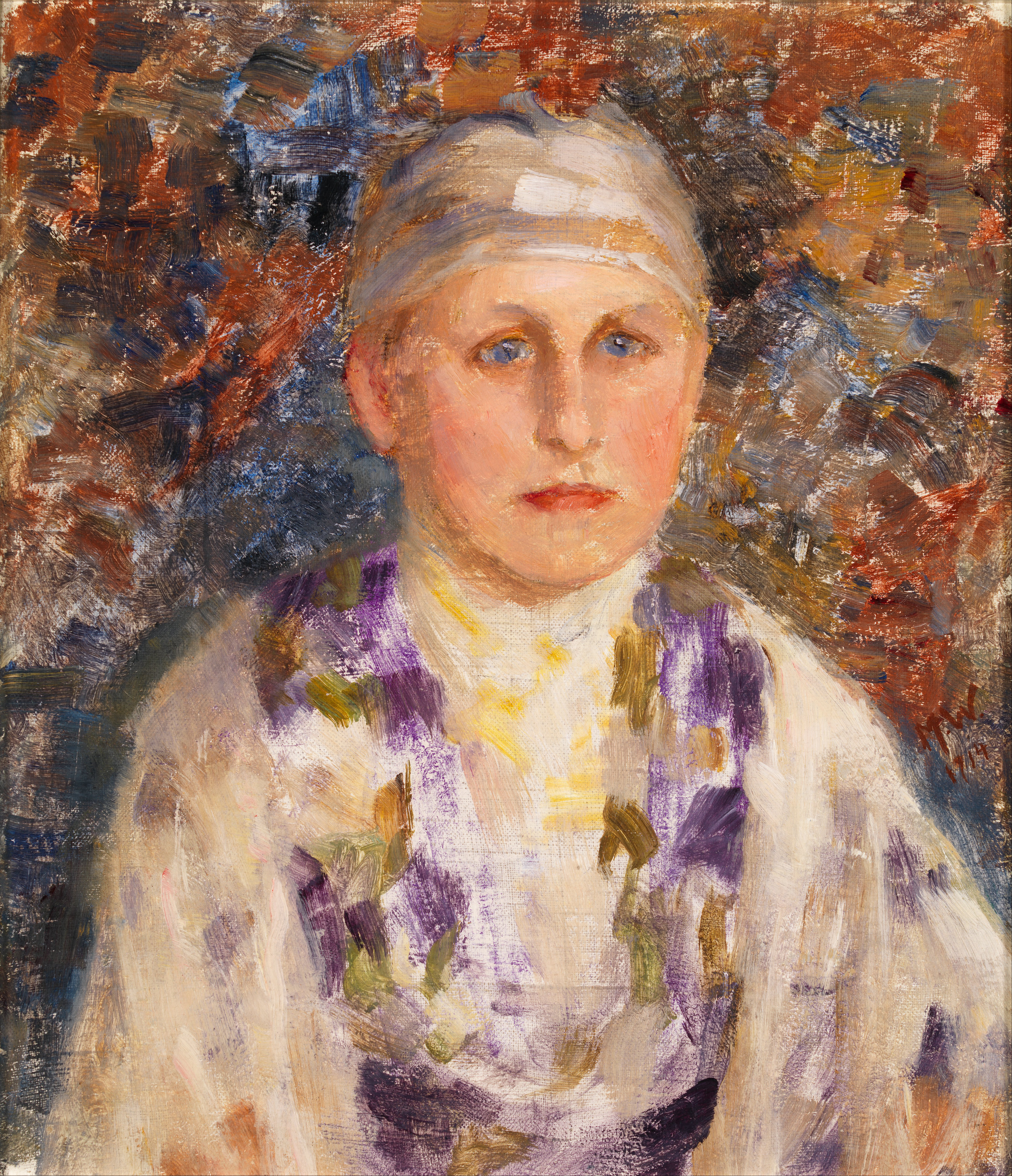
Femme bretonne (1914), musée d'art moderne d'Espoo.
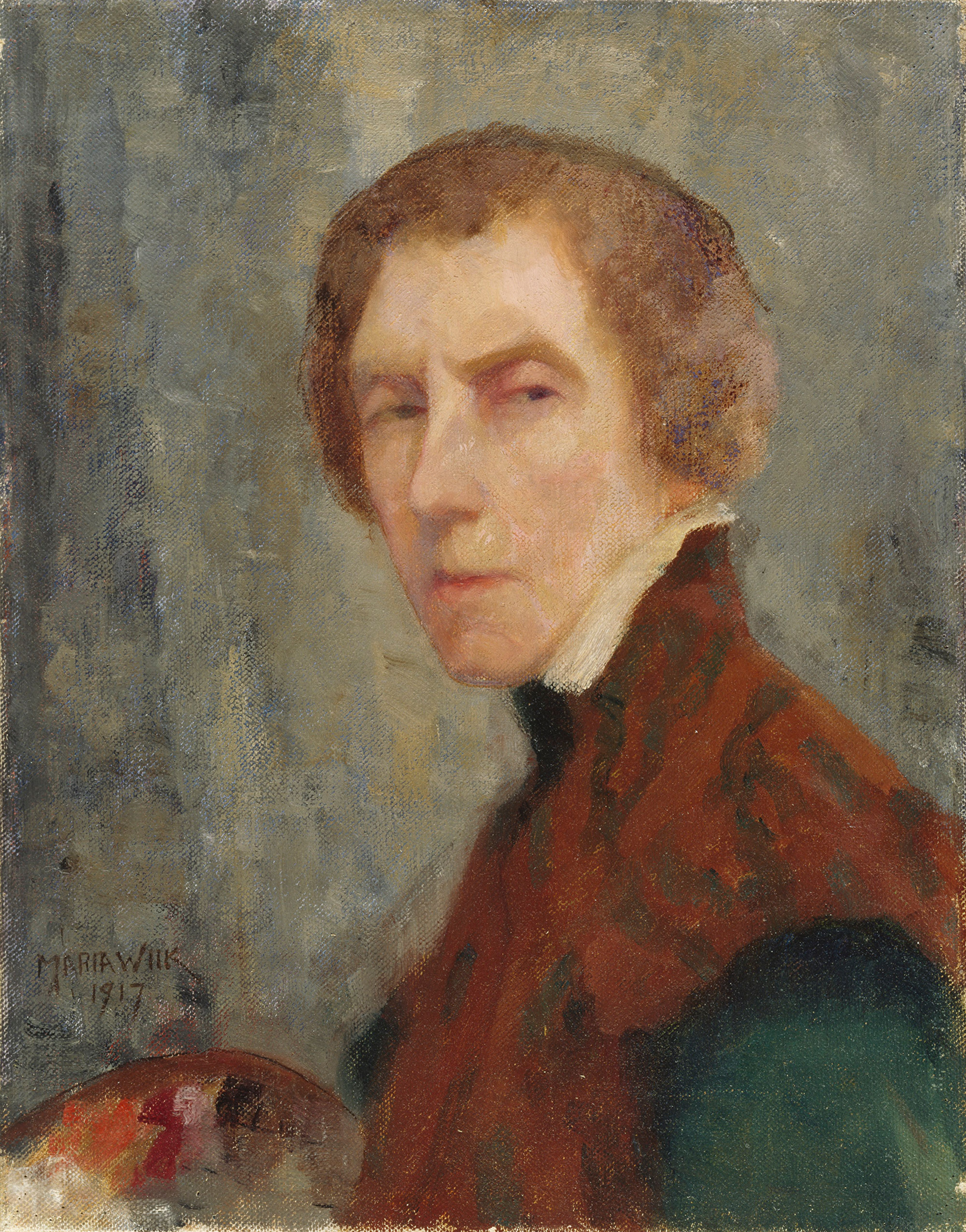
Autoportrait (1917), Helsinki, musée Ateneum.
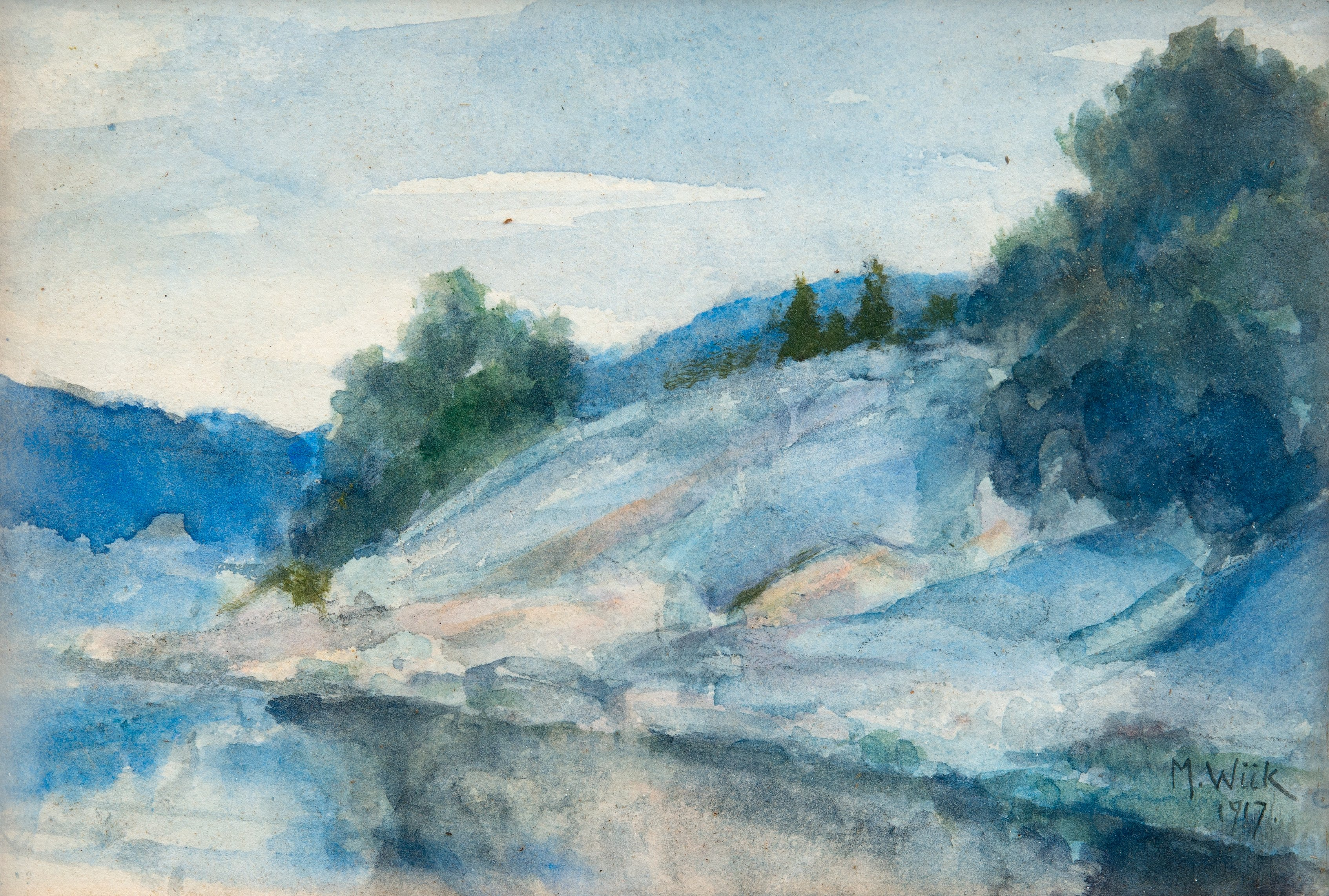
Paysage avec falaises.